# 5-Гидроксиметилцитозин
5-Гидроксиметилцитозин — азотистое пиримидиновое основание, формируемое из цитозина добавлением метильной и затем гидроксильной группы по пятому положению. Участвует в эпигенетической регуляции экспрессии генов при клеточной дифференцировке и в эмбриональном развитии. Считается, что 5-гидроксиметилцитозин возникает при активном деметилировании 5-метилцитозина путём его окисления с участием Tet-белков. Впервые 5-гидроксиметилцитозин выявлен у бактериофагов в 1952 году, в 2009 году 5-гидроксиметицитозин обнаружен в клетках мозга и в эмбриональных стволовых клеткаx у мыши и человека.

## Локализация
В развитии 5-гидроксиметилцитозин выявляется уже на стадии зиготы. Окисление метилцитозина в гидроксиметилцитозин происходит на стадии зиготы в отцовском пронуклеусе, но не в материнском. Далее, в продолжение нескольких первых делений, родительская «асимметрия» по 5-гидроксиметилцитозину продолжает наблюдаться, что позволяет различать материнские и отцовские хромосомы вплоть до стадии дробления. В дальнейшем эмбриональном развитии высокий уровень 5-гидроксиметилцитозина наблюдается во внутренней клеточной массе бластоцисты, на постимплантационной стадии 5-гидроксиметилцитозин колокализуется с нестин-экспрессирующими клетками.
Предполагается, что в ядре любой клетки млекопитающих можно обнаружить 5-гидроксиметилцитозин, однако его количество значительно варьирует в зависимости от типа клеток. Во взрослом организме самый высокий уровень выявляют в нейрональных клетках центральной нервной системы. Как показано для нейрональных клеток мыши, количество гидроксиметилцитозина в гиппокампе и мозжечке увеличивается с возрастом.